# Vad (fiume)
Il Vad (in russo Вад?) è un fiume della Russia europea (Mordovia, Oblast' di Penza e di Rjazan'), affluente di sinistra della Mokša.

## Descrizione
La sorgente del fiume si trova nella foresta Čerkaski, nel distretto Pačelmskij della regione di Penza; il corso del fiume si svolge in direzione settentrionale. Nella Mordovia scorre in una pianura paludosa circondata da foreste. Una diga di 700 metri è stata costruita sul fiume vicino a Vadinsk. Sfocia nella Mokša a 105 km dalla foce, a sud di Kadom. Il fiume ha una lunghezza di 222 km, l'area del suo bacino è di 6 500 km².
Il maggior affluente è la Parca (lunga 117 km) proveniente dalla destra idrografica.